# KSHMR
Niles Hollowell-Dhar (Berkeley, 6 oktober 1988), beter bekend als KSHMR of als Kashmir is een Amerikaans muziekproducent. Dhar was onderdeel van voormalig duo The Cataracs samen met David Benjamin Singer-Vine.

## Biografie
In 2003 beginnen Niles Hollowell-Dhar en David Benjamin Singer-Vine tijdens hun middelbareschooljaren The Cataracs. Na een paar albums slepen ze in 2010 een contract aan de haal bij Universal. Kort daarna krijgt het duo in samenwerking met Far East Movement een hit genaamd Like A G6. Op 23 augustus 2012 wordt bekend dat David de groep verlaat en Niles alleen verdergaat. Daarna volgen nog hits zoals Hey Now met Martin Solveig en werkt Niles ook nog mee aan de megahit Tsunami van Borgeous en DVBBS.
Begin 2014 begint Dhar met het produceren onder de naam KSHMR. De eerste single, Megalodon, wordt gelijk opgepakt door het grote houselabel Spinnin' Records. In 2015 komt Secrets uit, een samenwerking met Tiësto en de Australische zangeres Vassy. Dit nummer zorgt voor Niles zijn tweede doorbraak. In totaal scoorde Niles vier keer de Dancesmash op Radio 538, met de nummers Hey Now, Secrets, Jammu en Heaven. Ook bij de DJ-Mag Top 100 van 2015 bleef de Amerikaan niet onopgemerkt, hij kwam de lijst binnen op plaats 23. In 2017 lanceerde Dhar zijn eigen label "Dharma Worldwide".

## Discografie

### Singles als The Cataracs (selectie)
- The Cataracs - Baby Baby (2009)
- The Cataracs - Club Love (2009)
- Far East Movement ft. The Cataracs & DEV - Like A G6 [CherryTree]
- DEV ft. The Cataracs - Bass Down Low (2010) [Universal]
- New Boyz ft. The Cataracs & DEC - Backseat (2011) [Warner Music]
- The Cataracs ft. Waka Flocka Flame & Kaskade - All You (2012) [Universal]
- The Cataracs ft. Sky Blu - Alcohol (Remix) (2013) [Universal]
- Martin Solveig & The Cataracs ft. Kyle - Hey Now (2013) [Big Beat]
- Brass Knuckles & The Cataracs - Crack (2014) [Ultra]

### Remixen als The Cataracs
- Samantha Marq ft. DEV - I Like To Party (The Cataracs Remix) (2011)
- Girls' Generation ft. DEV - Bad Girl (The Cataracs Remix) (2012)
- Gloria Trevi - Habla Blah Blah (The Cataracs Remix) (2014)
- Rihanna - Pour It Up (The Cataracs & Borgeous Remix) (2014)

### Albums als KSHMR
- Paradesi EP (2015)
- The Lion Across The Field EP (2016)
- Materia EP (2017)
- Harmonica Andromeda (2021)

### Singles als KSHMR
- KSHMR - Megalodon (2014) [Spinnin']
- KSHMR - ¡Baila! (2014)
- KSHMR - Omnislash (2014)
- KSHMR ft. Luciana - Dogs (2014)
- Firebeatz & KSHMR - No Heroes (2014) [Spinnin']
- KSHMR & DallasK - Burn (2014) [Revealed]
- KSHMR - Leviathan (2014)
- KSHMR & DallasK ft. Luciana - Burn (Let Your Mind Go) (2014)
- R3HAB & KSHMR - Karate (2014) [Spinnin']
- KSHMR - Kashmir (2014)
- KSHMR - Dead Mans Hand (2015) [Spinnin']
- Tiësto & KSHMR ft. Vassy - Secrets (2015) [Musical Freedom]
- KSHMR & Dillon Francis ft. Becky G - Clouds (2015) [Kemosade Rec.]
- KSHMR ft. BassKillers & B3nte - The Spook (2015) [Spinnin']
- Carnage ft. Timmy Trumpet & KSHMR - Toca (2015) [Ultra]
- KSHMR - Jammu (2015) [Spinnin']
- KSHMR & Vaski ft. Francisca Ha- Lazer Love (2015) [Spinnin']
- KSHMR - Kashmir (Paradesi EP Version) (2015)
- KSHMR - Jammu (Paradesi EP Version) (2015)
- KSHMR - Delhi (Paradesi EP) (2015)
- KSHMR, Dzeko & Torres - Imaginate (2015) [Spinnin']
- KSHMR and Bassjackers ft. SIRAH - Memories (2015) [Spinnin']
- KSHMR x Disasterpeace - It Follows (Halloween Special) (2015)
- Shaun Frank & KSHMR ft. Delaney Jane - Heaven (2015) [Spinnin']
- R3HAB & KSHMR - Strong (2015) [Spinnin']
- KSHMR & Marnik - Bazaar (Offical Sunburn GOA 2015 Anthem) [Spinnin']
- KSHMR & ZAXX - Deeper (2015) [Musical Freedom]
- KSHMR & Felix Snow ft. Madi - Touch (2016) [Spinnin']
- KSHMR ft. Sidnie Tipton - Wildcard (2016) [Musical Freedom]
- KSHMR, Felix Arlo, SOKRVT & Angela - Chile (2016)
- KSHMR - Jungle Whistle (TLATF EP) (2016) [Spinnin']
- KSHMR - Sleepwalk (TLATF EP) (2016) [Spinnin']
- KSHMR - Dadima (TLATF EP) (2016) [Spinnin']
- KSHMR - Dhoom (TLATF EP) (2016) [Spinnin']
- KSHMR - Hymn of Reflection (TLATF EP) (2016) [Spinnin']
- Headhunterz & KSHMR - Dharma (2016) [Spinnin']
- KSHMR & Tigerlily - Invisible Children (2016) [Spinnin']
- KSHMR & Will Sparks - Voices (2016) [Spinnin' Premium]
- Bassjackers & KSHMR ft. Sidnie Tipton - Extreme (2016) [Spinnin']
- KSHMR, B3nte & Badjack - The Spook Returns (Halloween Special) (2016) [Spinnin' Premium]
- KSHMR & Marnik ft. Mikita - Mandala (Official Sunburn 2016 Anthem) [Spinnin']
- KSHMR & Crossnaders ft. Micky Blue - Back To Me (2017) [Spinnin']
- Tiësto & KSHMR ft. Talay Riley - Harder (2017) [Musical Freedom]
- KSHMR - Festival of Lights (2017) [Dharma]
- KSHMR - Kolkata (2017) [Dharma]
- KSHMR - Divination (2017) [Dharma]
- KSHMR - The Serpent (2017) [Dharma]
- Hardwell & KSHMR - Power (2017) [Revealed]
- KSHMR & Sonu Nigam - Underwater (2017) [Dharma]
- KSHMR & R3HAB - Islands (2017) [Dharma]
- KSHMR & The Golden Army - SHIVA (2017) [Dharma]
- KSHMR & Sidnie Tipton - House of Cards (2018) [Dharma]
- KSHMR & Jake Reese - Carry Me Home (2018) [Dharma]
- KSHMR & Dimitri Vegas & Like Mike - Opa (2018) [Sony]
- KSHMR & 7 Skies - Neverland (2018) [Dharma]
- KSHMR & Head Quattaz - Good Vibes Soldier (2018) [Dharma]
- KSHMR - Magic (2018) [Dharma]
- KSHMR & Bali Bandits - Lucky Chances (2019) [Dharma]
- KSHMR & Krewella - No Regrets (2019) [Dharma]
- KSHMR & KAAZE ft. KARRA - Devil Inside Me (2019) [Dharma]
- KSHMR & B3RROR ft. Luciana - Lies (2019) [Dharma]
- KSHMR & Timmy Trumpet - The People (2019) [Dharma]
- KSHMR ft. Mike Waters - My Best Life (2019) [Dharma]
- KSHMR & Lost Stories ft. Kavita Seth - Bombay Dreams (2019) [Dharma]
- KSHMR & Nevve - Do Bad Well (2019) [Dharma]
- Marnik & KSHMR ft. Anjulie & Jeffrey Jey - Alone (2019) [Dharma]
- KSHMR & Hard Lights ft. Charlott Boss - Over and Out (2020) [Dharma]
- KSHMR & Sak Noel ft. TxTHEWAY - Bruk It Down (2020) [Dharma]
- Brooks & KSHMR ft. TZAR - Voices (2020) [Dharma]
- Timmy Trumpet & KSHMR ft. Zafrir - The Prayer (2020) [SINPHONY]
- Dreamz, KSHMR & Nevve - Casual (2020)
- KSHMR & Stefy De Cicco ft. MKLA - Kids (2020) [Dharma]
- Alok & KSHMR ft. MKLA - Let Me Go (2020) [CONTROVERSIA]
- LUM!X, KSHMR, Gabry Ponte ft. Karra - Scare Me (2020) [Dharma]
- KSHMR & Jeremy Oceans - One More Round (2020) [Spinnin']
- KSHMR ft. Karra - The World We Left Behind (2021) [Dharma]
- KSHMR ft. NOUMENN - Around The World (2021) [Dharma]
- Armaan Malik & Eric Nam ft. KSHMR - Echo (2021) [Dharma]
- KSHMR ft. TZAR - You Don't Need To Ask (2021) [Dharma]
- KSHMR - Ready To Love (2021) [Dharma]
- KSHMR & Zafrir - Winners Anthem (2021) [Dharma]
- Dimitri Vegas & Like Mike, KSHMR, Alok & Zafrir - Reunion (2021) [CONTROVERSIA]
- KSHMR ft. Lovespeake - Over You (2021) [Dharma]
- KSHMR & Tungevaag - Close Your Eyes (2021) [Dharma]
- KSHMR, DIVINE, LIT killah ft. Jeremy Oceans & KARRA - Lion Heart (2022) [Dharma]
- Timmy Trumpet, KSHMR, & Mildenhaus - Ininna Tora (2022) [Dharma]
- 22Bullets & TIA RAY ft. KSHMR - It Isn't Me (2022) [Dharma]
- Henri PFR & ROZES ft. KSHMR - Bed (2022) [Dharma]
- KSHMR & Azteck - Maria Maria (2022) [Dharma]

### Remixen & edits als KSHMR
- Martin Garrix, Dimitri Vegas & Like Mike vs. Harvel B - Tremor At The Opera (KSHMR Edit) (2014)
- Kaskade & Dada Life vs. Knife Party vs. 3Lau & Botnek - Viking Love Machine (KSHMR Edit) (2014)
- W&W vs. The Killers & Cazette - Shot At The Ghosttown (KSHMR Edit) (2014)
- David Guetta & Sam Martin vs. Showtek vs. Danny Avila - Voltage On The Sun (KSHMR Edit) (2014)
- Martin Garrix & MOTi - Virus (How About Now) (KSHMR Remix) (2014)
- Martin Garrix & MOTi - Virus (How About Now) (KSHMR VIP House Version) (2014)
- Dada Life vs. Steve Angello vs. Sebjak - Gods Have More Fun (KSHMR Edit) (2014)
- Galantis - Runaway (KSHMR Remix) (2015)
- NERVO - It Feels (KSHMR Remix) (2015)
- Vida vs. The Beatles - Artic Lights In My Life (KSHMR Edit) (2015)
- Headhunterz vs. Empire Of The Sun - We Are The People Once Again (KSHMR Edit) (2015)
- Tiësto & KSHMR ft. Vassy - Secrets (Future House Mix) (2015)
- Bassjackers - Savior (Reez & KSHMR Remix) (2015)
- DJ Jean - The Launch (KSHMR Remix) (2015)
- AVICII - For A Better Day (KSHMR Remix) (2015)
- Shaun Frank & KSHMR ft. Delaney Jane - Heaven (KSHMR Remix) (2015)
- KSHMR vs. Samual James - Delhi Sahara (KSHMR Edit) (2015)
- KSHMR vs. Ruslan Slatin - Megalodon Chainsaw (KSHMR Edit) (2015)
- ZAXX vs. The Killers - Guess Human (KSHMR Edit) (2015)
- Offir Malol, Levi & Suiss vs. Joel Fletchel & J-Trick ft. Fatman Scoop - Here We Wallak (KSHMR Edit) (2015)
- KSHMR vs. Tiësto & DallasK - Show Me The Omnislash (KSHMR Edit) (2015)
- KSHMR, Dzeko & Torres vs. Bob Marley - Imaginate No Cry (KSHMR Edit) (2015)
- Firebeatz & Tiësto vs. Knife Party - Sky High Resistance (KSHMR Edit) (2015)
- Kiiara - Feels (KSHMR Remix) (2015)
- R3HAB & Ciara - Get Up (KSHMR Remix) (2016)
- KSHMR & Felix Snow ft. Madi - Touch (VIP Remix) (2016)
- Marnik - Shinobi  (KSHMR Edit) (2016)
- KSHMR ft. Sidnie Tipton - Wildcard (VIP Remix) (2016)

## Hitlijsten
| Single met eventuele hitnotering(en) in de Nederlandse Top 40 | Datum van verschijnen | Datum van binnenkomst | Hoogste positie | Aantal weken | Opmerkingen                                                                 |
| ------------------------------------------------------------- | --------------------- | --------------------- | --------------- | ------------ | --------------------------------------------------------------------------- |
| Like a G6                                                     | 2010                  | 30-10-2010            | 4               | 14           | als The Cataracs, met Far East Movement en DEV / Nr. 3 in de Single Top 100 |
| Hey Now                                                       | 2013                  | 29-06-2013            | tip4            | -            | als The Cataracs, met Martin Solveig & Kyle                                 |
| Tsunami                                                       | 2013                  | 21-09-2013            | 1(4wk)          | 27           | als Ghost-Producer, met Borgeous & DVBBS / Nr. 1 in de Single Top 100       |
| Secrets                                                       | 2015                  | 24-04-2015            | 26              | 9            | als KSHMR, met Tiësto & Vassy / Nr. 21 in de Single Top 100                 |
| Jammu                                                         | 2015                  | 15-08-2015            | tip7            | -            | als KSHMR                                                                   |
| Heaven                                                        | 2015                  | 02-01-2016            | 31              | 6            | als KSHMR, met Shaun Frank en Delaney Jane                                  |
| Get Up (KSHMR Remix)                                          | 2016                  | 27-02-2016            | tip18           | -            | als KSHMR, met R3hab en Ciara                                               |

| Single met hitnotering(en) in de Vlaamse Ultratop 50 | Datum van verschijnen | Datum van binnenkomst | Hoogste positie | Aantal weken | Opmerkingen                                       |
| ---------------------------------------------------- | --------------------- | --------------------- | --------------- | ------------ | ------------------------------------------------- |
| Like a G6                                            | 2010                  | 13-11-2010            | 2               | 17           | als The Cataracs, met Far East Movement en DEV    |
| Backseat                                             | 2011                  | 16-04-2011            | tip21           | -            | als The Cataracs, met New Boyz en DEV             |
| Bass Down Low                                        | 2011                  | 23-07-2011            | tip8            | -            | als The Cataracs, met DEV                         |
| All You                                              | 2012                  | 01-09-2012            | tip54           | -            | als The Cataracs, met Waka Flocka Flame & Kaskade |
| Hey Now                                              | 2013                  | 15-06-2013            | 31              | 8            | als The Cataracs, met Martin Solveig & Kyle       |
| Tsunami                                              | 2013                  | 14-09-2013            | 1(1wk)          | 29           | als Ghost-Producer, met Borgeous & DVBBS          |
| Secrets                                              | 2015                  | 18-04-2015            | tip28           | -            | als KSHMR, met Tiësto & Vassy                     |
| Heaven                                               | 2015                  | 14-11-2015            | tip48           | -            | als KSHMR, met Shaun Frank & Delaney Jane         |

- International Standard Name Identifier: 0000 0004 0729 7548
- MusicBrainz: 333cf594-2b90-429f-88f4-a93e6c64cbeb